# Täktom Nygrynnan
Täktom Nygrynnan är en klippa i Finland.   Den ligger i kommunen Hangö i landskapet Nyland, i den södra delen av landet, 110 km väster om huvudstaden Helsingfors.
Terrängen runt Täktom Nygrynnan är mycket platt.  Närmaste större samhälle är Hangö, 12,8 km nordväst om Täktom Nygrynnan. 